# SO CRAZY/Come
『SO CRAZY / Come』（ソー・クレイジー / カム）は、日本の女性歌手・安室奈美恵の単独名義では25枚目のシングル。

## 解説
前作『Put 'Em Up』からちょうど3か月で発売された2003年第3弾シングル。 
『think of me/no more tears』以来の両A面シングルであり、「SO CRAZY」はマンダム「LUCIDO-L・プリズムマジックヘアカラー」CMソング、「Come」はよみうりテレビ・日本テレビ系アニメ『犬夜叉』の第7期エンディング・テーマという大型タイアップ付きである。
「SO CRAZY」で『第54回NHK紅白歌合戦』にも出場、第1部のトリを決めた。
2003年12月10日に発売された6枚目のオリジナルアルバム『STYLE』の初回盤のみ収録のボーナストラックとして同曲のリミックス「SO CRAZY (MAD BEAR MIX)」が収録されている。
「Come」はオーストラリアの歌手、ソフィー・モンクのソロデビューアルバム『Calendar Girl』の収録曲「Come My Way」の日本語カバーである。

## 収録曲
1. SO CRAZY
作詞：Full Force, Jennifer "JJ" Johnson
(日本語詞：MICHICO
ラップ：TIGER)
作曲：Full Force, Jennifer "JJ" Johnson
編曲：Cobra Endo
マンダム「LUCIDO-L・プリズムマジックヘアカラー」CMソング
2. Come
作詞：Kask Mansson Cunnah
(日本語詞：森由里子)
作曲：Kask Mansson Cunnah
編曲：Cobra Endo
よみうりテレビ・日本テレビ系アニメ「犬夜叉」エンディング・テーマ
3. SO CRAZY (Instrumental)
4. Come (Instrumental)

## 楽曲の収録アルバム・PV集
SO CRAZY
- 6thアルバム『STYLE』 - (初回プレス盤のみ「SO CRAZY (MAD BEAR MIX)」収録)
- ベスト・アルバム『BEST FICTION』
- ベスト・アルバム『Finally』 - 再録・ニューレコーディングで収録。
- DVD『FILMOGRAPHY 2001-2005』

Come
- オリジナル「STYLE」
- テーマソングベストアルバム『BEST OF INUYASHA 清風明月 -犬夜叉テーマ全集 弐-』（CCCD） - 同曲のTV-sizeも収録
- テーマソングベストアルバム＆オリジナルサウンドトラック『犬夜叉 ベストソング ヒストリー』